# Камбанда, Антуан
Антуан Камбанда (фр. Antoine Kambanda; 10 ноября 1958, Ньямата, Руанда-Урунди) — первый руандийский кардинал. Епископ Кибунго с 7 мая 2013 по 19 ноября 2018. Архиепископ Кигали с 19 ноября 2018. Кардинал-священник с титулом церкви Сан-Систо с 28 ноября 2020.